# Island in the Sun (Harry Belafonte)
"Island in the Sun" is een nummer van de Amerikaanse zanger Harry Belafonte. Het nummer verscheen op zijn album Belafonte Sings of the Caribbean uit 1957. In mei van dat jaar werd het nummer uitgebracht als de derde single van het album.

## Achtergrond
"Island in the Sun" is geschreven door Belafonte en Irving Burgie. Het dient als titelnummer voor de film Island in the Sun uit 1957, die gaat over etnisch conflict en interraciale liefde. In de film wordt het nummer tijdens de opening gezongen en komt het in de slotscène nogmaals voor, waarbij het wordt geneuried door Belafonte. Het is, naast "Lead Man Holler", een van de twee nieuwe nummers die Belafonte en Burgie voor de film schreven. Ter promotie van de film werd het nummer door Belafonte gezongen tijdens de uitzending van The Ed Sullivan Show op 9 juni 1957.
"Island in the Sun" werd uitgebracht als single, met "Coconut Woman" op de B-kant. Beide nummers kwamen in de hitlijsten terecht, maar alleen "Island in the Sun" werd een internationaal succes. Het bereikte de dertigste plaats in de Billboard Hot 100 en kwam in de Britse UK Singles Chart tot de twaalfde plaats. In Nederland kwam de single tot de zesde plaats in een voorloper van de Single Top 100, terwijl in Vlaanderen de vijfde plaats in de voorloper van de Ultratop 50 werd gehaald. In 2017 bracht Belafonte een nieuwe versie van het nummer uit op het album When Colors Come Together: The Legacy of Harry Belafonte ter gelegenheid van zijn negentigste verjaardag, waarop het wordt gezongen door een multiraciaal kinderkoor onder de titel "When Colors Come Together (Our Island in the Sun)".

## Hitnoteringen

### VoorloperSingle Top 100
| Hitnotering: oktober 1957 t/m juni 1958 | Hitnotering: oktober 1957 t/m juni 1958 | Hitnotering: oktober 1957 t/m juni 1958 | Hitnotering: oktober 1957 t/m juni 1958 | Hitnotering: oktober 1957 t/m juni 1958 | Hitnotering: oktober 1957 t/m juni 1958 | Hitnotering: oktober 1957 t/m juni 1958 | Hitnotering: oktober 1957 t/m juni 1958 | Hitnotering: oktober 1957 t/m juni 1958 | Hitnotering: oktober 1957 t/m juni 1958 | Hitnotering: oktober 1957 t/m juni 1958 |
| Maand                                   | 1                                       | 2                                       | 3                                       | 4                                       | 5                                       | 6                                       | 7                                       | 8                                       | 9                                       |                                         |
| --------------------------------------- | --------------------------------------- | --------------------------------------- | --------------------------------------- | --------------------------------------- | --------------------------------------- | --------------------------------------- | --------------------------------------- | --------------------------------------- | --------------------------------------- | --------------------------------------- |
| Nummer                                  | 14                                      | 9                                       | 8                                       | 9                                       | 8                                       | 7                                       | 8                                       | 8                                       | 6                                       | uit                                     |

### NPO Radio 2 Top 2000
| Nummer met noteringen in de NPO Radio 2 Top 2000 | '99 | '00  | '01  | '02  | '03 | '04  | '05  | '06 | '07  | '08  | '09  | '10  | '11  |
| ------------------------------------------------ | --- | ---- | ---- | ---- | --- | ---- | ---- | --- | ---- | ---- | ---- | ---- | ---- |
| Island in the Sun                                | 980 | 1560 | 1358 | 1379 | 911 | 1485 | 1281 | 988 | 1057 | 1113 | 1649 | 1659 | 1942 |

1. ↑  Een vetgedrukt getal geeft de hoogste notering aan.
2. ↑  Deze tabel is bijgewerkt tot en met de laatste editie (2024).

### Evergreen Top 1000
| Evergreen Top 1000 "Island in the sun" | Evergreen Top 1000 "Island in the sun" | Evergreen Top 1000 "Island in the sun" | Evergreen Top 1000 "Island in the sun" | Evergreen Top 1000 "Island in the sun" | Evergreen Top 1000 "Island in the sun" | Evergreen Top 1000 "Island in the sun" | Evergreen Top 1000 "Island in the sun" | Evergreen Top 1000 "Island in the sun" | Evergreen Top 1000 "Island in the sun" | Evergreen Top 1000 "Island in the sun" | Evergreen Top 1000 "Island in the sun" | Evergreen Top 1000 "Island in the sun" | Evergreen Top 1000 "Island in the sun" | Evergreen Top 1000 "Island in the sun" | Evergreen Top 1000 "Island in the sun" |
| Jaar                                   | 2008                                   | 2009                                   | 2010                                   | 2011                                   | 2012                                   | 2013                                   | 2014                                   | 2015                                   | 2016                                   | 2017                                   | 2018                                   | 2019                                   | 2020                                   | 2021                                   | 2022                                   |
| -------------------------------------- | -------------------------------------- | -------------------------------------- | -------------------------------------- | -------------------------------------- | -------------------------------------- | -------------------------------------- | -------------------------------------- | -------------------------------------- | -------------------------------------- | -------------------------------------- | -------------------------------------- | -------------------------------------- | -------------------------------------- | -------------------------------------- | -------------------------------------- |
| Positie                                | 60                                     | 90                                     | 515                                    | 507                                    | 574                                    | 97                                     | 74                                     | 169                                    | 119                                    | 191                                    | 299                                    | 354                                    | 497                                    | 464                                    | 646                                    |